# Trizocheles balssi
Trizocheles balssi is een tienpotigensoort uit de familie van de Pylochelidae. De wetenschappelijke naam van de soort is voor het eerst geldig gepubliceerd in 1914 door Stebbing.